# Liste der olympischen Medaillengewinner aus Deutschland/H
- Haacker, Kathrin
Olympische Sommerspiele 1988, (GDR): Goldmedaille, Rudern „Achter Frauen“
Olympische Sommerspiele 1992, (GER): Bronzemedaille, Rudern „Achter Frauen“
- Haag, Theodor
Olympische Sommerspiele 1928, (GER): Bronzemedaille, Feldhockey „Männer“
- Haas, Karl-Friedrich
Olympische Sommerspiele 1952, (GER): Bronzemedaille, Leichtathletik „4-mal-400-Meter-Staffel Männer“
Olympische Sommerspiele 1956, (EAU): Silbermedaille, Leichtathletik „400 Meter Männer“
- Haas, Thomas
Olympische Sommerspiele 2000, (GER): Silbermedaille, Tennis „Einzel Männer“
- Haase, Günther
Olympische Sommerspiele 1952, (GER): Bronzemedaille, Wasserspringen „Turm Männer“
- Haase, Helga
Olympische Winterspiele 1960, (EAU): Goldmedaille, Eisschnelllauf „500 Meter Frauen“
Olympische Winterspiele 1960, (EAU): Silbermedaille, Eisschnelllauf „1000 Meter Frauen“
- Haase, Mandy
Olympische Sommerspiele 2004, (GER): Goldmedaille, Feldhockey „Frauen“
- Haase, Rebekka
Olympische Sommerspiele 2024, (GER): Bronzemedaille, Leichtathletik „4-mal-100-Meter-Staffel Frauen“
- Habermann, Heiko
Olympische Sommerspiele 1988, (GDR): Bronzemedaille, Rudern „Doppelvierer Männer“
- Hacker, Marcel
Olympische Sommerspiele 2000, (GER): Bronzemedaille, Rudern „Einer Männer“
- Hackl, Georg
Olympische Winterspiele 1988, (FRG): Silbermedaille, Rennrodeln „Einsitzer Männer“
Olympische Winterspiele 1992, (GER): Goldmedaille, Rennrodeln „Einsitzer Männer“
Olympische Winterspiele 1994, (GER): Goldmedaille, Rodeln „Einsitzer Männer“
Olympische Winterspiele 1998, (GER): Goldmedaille, Rodeln „Einsitzer Männer“
Olympische Winterspiele 2002, (GER): Silbermedaille, Rodeln „Einsitzer Männer“
- Hafemeister, Dirk
Olympische Sommerspiele 1988, (FRG): Goldmedaille, Springreiten „Mannschaft“
- Häfner, Kai
Olympische Sommerspiele 2016, (GER): Bronzemedaille, Handball „Männer“
Olympische Sommerspiele 2024, (GER): Silbermedaille, Handball „Männer“
- Häfner, Reinhard
Olympische Sommerspiele 1972, (GDR): Bronzemedaille, Fußball „Männer“
Olympische Sommerspiele 1976, (GDR): Goldmedaille, Fußball „Männer“
- Hagen, Birgit
Olympische Sommerspiele 1984, (FRG): Silbermedaille, Feldhockey „Frauen“
- Hagen, Erich
Olympische Sommerspiele 1960, (EAU): Silbermedaille, Straßenradsport „Mannschaftszeitfahren Männer“
- Hagen, Horst
Olympische Sommerspiele 1972, (GDR): Silbermedaille, Volleyball „Männer“
- Hagenbäumer, Eva
Olympische Sommerspiele 1992, (GER): Silbermedaille, Feldhockey „Frauen“
- Hager, Axel
Olympische Sommerspiele 2000, (GER): Bronzemedaille, Volleyball „Beach“
- Hager, Patrick
Olympische Winterspiele 2018, (GER): Silbermedaille, Eishockey „Männer“
- Hagn, Johanna
Olympische Sommerspiele 1996, (GER): Bronzemedaille, Judo „Schwergewicht Frauen“
- Hahn, Birgit
Olympische Sommerspiele 1984, (FRG): Silbermedaille, Feldhockey „Frauen“
- Hahn, Norbert
Olympische Winterspiele 1976, (GDR): Goldmedaille, Rennrodeln „Zweisitzer Männer“
Olympische Winterspiele 1980, (GDR): Goldmedaille, Rennrodeln „Zweisitzer Männer“
- Hainle, Max
Olympische Sommerspiele 1900, (GER): Goldmedaille, Schwimmen „200 Meter Mannschaft Männer“
- Hajek, Andreas
Olympische Sommerspiele 1992, (GER): Goldmedaille, Rudern „Doppelvierer Männer“
Olympische Sommerspiele 1996, (GER): Goldmedaille, Rudern „Doppelvierer Männer“
Olympische Sommerspiele 2000, (GER): Bronzemedaille, Rudern „Doppelvierer Männer“
- Hake, Jule
Olympische Sommerspiele 2024, (GER): Silbermedaille, Kanurennsport „K4 500 Meter Frauen“
Olympische Sommerspiele 2024, (GER): Bronzemedaille, Kanurennsport „K2 500 Meter Frauen“
- Halbsguth, Ruth
Olympische Sommerspiele 1936, (GER): Silbermedaille, Schwimmen „4-mal-100-Meter-Freistlstaffel Frauen“
- Hamann, Helmut
Olympische Sommerspiele 1936, (GER): Bronzemedaille, Leichtathletik „4-mal-400-Meter-Staffel Männer“
- Hambüchen, Fabian
Olympische Sommerspiele 2008, (GER): Bronzemedaille, Turnen „Reck Männer“
Olympische Sommerspiele 2012, (GER): Silbermedaille, Turnen „Reck Männer“
Olympische Sommerspiele 2016, (GER): Goldmedaille, Turnen „Reck Männer“
- Hamel, Werner
Olympische Sommerspiele 1936, (GER): Silbermedaille, Feldhockey „Männer“
- Hampel, Olaf
Olympische Winterspiele 1994, (GER): Goldmedaille, Bobsport „Viererbob Männer“
Olympische Winterspiele 1998, (GER): Goldmedaille, Bobsport „Viererbob Männer“
- Handrick, Gotthard
Olympische Sommerspiele 1936, (GER): Goldmedaille, Moderner Fünfkampf „Einzel Männer“
- Hänel, Ulrich
Olympische Sommerspiele 1984, (FRG): Silbermedaille, Feldhockey „Männer“
Olympische Sommerspiele 1988, (FRG): Silbermedaille, Feldhockey „Männer“
- Häner, Martin
Olympische Sommerspiele 2012, (GER): Goldmedaille, Feldhockey „Männer“
Olympische Sommerspiele 2016, (GER): Bronzemedaille, Feldhockey „Männer“
- Hanisch, Cornelia
Olympische Sommerspiele 1984, (FRG): Silbermedaille, Fechten „Florett Einzel Frauen“
Olympische Sommerspiele 1984, (FRG): Goldmedaille, Fechten „Florett Mannschaft Frauen“
- Hanisch, Erich
Olympische Sommerspiele 1936, (GER): Silbermedaille, Kanurennsport „10.000 Meter Zweierfaltboot Männer“
- Hanisch, Wolfgang
Olympische Sommerspiele 1980, (GDR): Bronzemedaille, Leichtathletik „Speerwurf Männer“
- Hannawald, Sven
Olympische Winterspiele 1998, (GER): Silbermedaille, Skispringen „Mannschaft Männer“
Olympische Winterspiele 2002, (GER): Silbermedaille, Skispringen  „Normalschanze Männer“
Olympische Winterspiele 2002, (GER): Goldmedaille, Skispringen „Mannschaft Männer“
- Hannemann, Hans-Joachim
Olympische Sommerspiele 1936, (GER): Bronzemedaille, Rudern „Achter Männer“
- Hannemann, René
Olympische Winterspiele 1992, (GER): Silbermedaille, Bobsport „Vierer Männer“
Olympische Winterspiele 1994, (GER): Bronzemedaille, Bobsport „Vierer Männer“
- Hanschke, Rainer
Olympische Sommerspiele 1976, (GDR): Bronzemedaille, Turnen „Mannschaftsmehrkampf Männer“
- Hansen, Hermann
Olympische Sommerspiele 1936, (GER): Goldmedaille, Feldhandball „Männer“
- Happe, Thomas
Olympische Sommerspiele 1984, (FRG): Silbermedaille, Handball „Männer“
- Happe, Ursula
Olympische Sommerspiele 1956, (EAU): Goldmedaille, Schwimmen „200 Meter Brust Frauen“
- Harbig, Rudolf
Olympische Sommerspiele 1936, (GER): Bronzemedaille, Leichtathletik „4-mal-400-Meter-Staffel Männer“
- Haritz, Günter
Olympische Sommerspiele 1972, (FRG): Goldmedaille, Bahnradsport „4000-Meter-Mannschaftsverfolgung Männer“
- Harstick, Sara
Olympische Sommerspiele 2000, (GER): Bronzemedaille, Schwimmen „4-mal-200-Meter-Freistilstaffel Frauen“
- Harting, Christoph
Olympische Sommerspiele 2016, (GER): Goldmedaille, Leichtathletik „Diskuswurf Männer“
- Harting, Robert
Olympische Sommerspiele 2012, (GER): Goldmedaille, Leichtathletik „Diskuswurf Männer“
- Hartmann, Ingrid
Olympische Sommerspiele 1960, (EAU): Silbermedaille, Kanurennsport „K2 500 Meter Frauen“
- Hartnick, Hans-Joachim
Olympische Sommerspiele 1980, (GDR): Silbermedaille, Straßenradsport „Mannschaftszeitfahren Männer“
- Hartstein, Bernd
Olympische Sommerspiele 1980, (GDR): Silbermedaille, Schießen „Kleinkaliber Dreistellungskampf Männer“
- Hartung, Wilfried
Olympische Sommerspiele 1972, (GDR): Bronzemedaille, Schwimmen „4-mal-100-Meter-Freistilstaffel Männer“
- Harutiunian, Artem
Olympische Sommerspiele 2016, (GER): Bronzemedaille, Boxen „Halbweltergewicht Männer“
- Harvey, Antje
Olympische Winterspiele 1994, (GER): Silbermedaille, Biathlon „4-mal-7,5-Kilometer-Staffel Frauen“
- Hary, Armin
Olympische Sommerspiele 1960, (EAU): Goldmedaille, Leichtathletik „100 Meter Männer“
Olympische Sommerspiele 1960, (EAU): Goldmedaille, Leichtathletik „4-mal-100-Meter-Staffel“
- Harzendorf, Christiane
Olympische Sommerspiele 1992, (GER): Bronzemedaille, Rudern „Achter Frauen“
- Hase, Dagmar
Olympische Sommerspiele 1992, (GER): Silbermedaille, Schwimmen „200 Meter Rücken Frauen“
Olympische Sommerspiele 1992, (GER): Goldmedaille, Schwimmen „400 Meter Freistil Frauen“
Olympische Sommerspiele 1992, (GER): Silbermedaille, Schwimmen „4-mal-100-Meter-Lagenstaffel Frauen“
Olympische Sommerspiele 1996, (GER): Silbermedaille, Schwimmen „4-mal-200-Meter-Freistilstaffel Frauen“
Olympische Sommerspiele 1996, (GER): Bronzemedaille, Schwimmen „200 Meter Freistil Frauen“
Olympische Sommerspiele 1996, (GER): Silbermedaille, Schwimmen „400 Meter Freistil Frauen“
Olympische Sommerspiele 1996, (GER): Silbermedaille, Schwimmen „800 Meter Freistil Frauen“
- Hasse, Kurt
Olympische Sommerspiele 1936, (GER): Goldmedaille, Springreiten „Einzel Männer“
Olympische Sommerspiele 1936, (GER): Goldmedaille, Springreiten „Mannschaft Männer“
- Hasse, Ute
Olympische Sommerspiele 1984, (FRG): Silbermedaille, Schwimmen „4-mal-100-Meter-Lagenstaffel Frauen“
- Häßler, Thomas
Olympische Sommerspiele 1988, (FRG): Bronzemedaille, Fußball „Männer“
- Hauke, Franzisca
Olympische Sommerspiele 2016, (GER): Bronzemedaille, Feldhockey „Frauen“
- Hauke, Tobias
Olympische Sommerspiele 2008, (GER): Goldmedaille, Feldhockey „Männer“
Olympische Sommerspiele 2012, (GER): Goldmedaille, Feldhockey „Männer“
Olympische Sommerspiele 2016, (GER): Bronzemedaille, Feldhockey „Männer“
- Hausding, Patrick
Olympische Sommerspiele 2008, (GER): Silbermedaille, Wasserspringen „Synchron Turm Männer“
Olympische Sommerspiele 2016, (GER): Bronzemedaille, Wasserspringen „3 Meter Männer“
Olympische Sommerspiele 2020, (GER): Bronzemedaille, Wasserspringen „Synchron 3 Meter Männer“
- Hause, Lothar
Olympische Sommerspiele 1980, (GDR): Silbermedaille, Fußball „Männer“
- Hauser, Josef
Olympische Sommerspiele 1936, (GER): Silbermedaille, Wasserball „Männer“
- Haußmann, Hans
Olympische Sommerspiele 1928, (GER): Bronzemedaille, Feldhockey „Männer“
- Hauswald, Simone
Olympische Winterspiele 2010, (GER): Bronzemedaille, Biathlon „12,5 km Massenstart Frauen“
Olympische Winterspiele 2010, (GER): Bronzemedaille, Biathlon „4-mal-6-Kilometer-Staffel Frauen“
- Haverbeck, Kurt
Olympische Sommerspiele 1928, (GER): Bronzemedaille, Feldhockey „Männer“
- Hax, Heinz
Olympische Sommerspiele 1932, (GER): Silbermedaille, Schießen „Schnellfeuerpistole Männer“
Olympische Sommerspiele 1936, (GER): Silbermedaille, Schießen „Schnellfeuerpistole Männer“
- Hecker, Tim
Olympische Sommerspiele 2020, (GER): Bronzemedaille, Kanurennsport „C2 1000 Meter Männer“
- Hedderich, Albert
Olympische Sommerspiele 1984, (FRG): Goldmedaille, Rudern „Doppelvierer Männer“
- Heer, Gerhard
Olympische Sommerspiele 1984, (FRG): Goldmedaille, Fechten „Degen Mannschaft Männer“
- Hegering, Marina
Olympische Sommerspiele 2024, (GER): Bronzemedaille, Fußball „Frauen“
- Hegge, Noah
Olympische Sommerspiele 2024, (GER): Bronzemedaille, Kanuslalom „K1 Cross Männer“
- Hehn, Jürgen
Olympische Sommerspiele 1976, (FRG): Silbermedaille, Fechten „Degen Einzel Männer“
Olympische Sommerspiele 1976, (FRG): Silbermedaille, Fechten „Degen Mannschaft Männer“
- Heidemann, Britta
Olympische Sommerspiele 2004, (GER): Silbermedaille, Fechten „Degen Mannschaft Frauen“
Olympische Sommerspiele 2008, (GER): Goldmedaille, Fechten „Degen Einzel Frauen“
Olympische Sommerspiele 2012, (GER): Silbermedaille, Fechten „Degen Einzel Frauen“
- Heidemann, Günther
Olympische Sommerspiele 1952, (GER): Bronzemedaille, Boxen „Weltergewicht“
- Heidler, Betty
Olympische Sommerspiele 2012, (GER): Silbermedaille, Leichtathletik „Hammerwurf Frauen“
- Heidler, Gert
Olympische Sommerspiele 1976, (GDR): Goldmedaille, Fußball „Männer“
- Heil, Erik
Olympische Sommerspiele 2016, (GER): Bronzemedaille, Segeln, 49er Klasse „Männer“
Olympische Sommerspiele 2020, (GER): Bronzemedaille, Segeln, 49er Klasse „Männer“
- Heilfort, Hellfried
Olympische Sommerspiele 1980, (GDR): Silbermedaille, Schießen „Kleinkaliber liegend Männer“
- Heilmann, Aimo
Olympische Sommerspiele 1996, (GER): Bronzemedaille, Schwimmen „4-mal-100-Meter-Freistilstaffel Männer“
- Heim, Andrea
Olympische Sommerspiele 1980, (GDR): Silbermedaille, Volleyball „Frauen“
- Heim, August
Olympische Sommerspiele 1936, (GER): Bronzemedaille, Fechten „Säbel Mannschaft Männer“
- Hein, Harald
Olympische Sommerspiele 1976, (FRG): Goldmedaille, Fechten „Florett Mannschaft Männer“
Olympische Sommerspiele 1984, (FRG): Silbermedaille, Fechten „Florett Mannschaft Männer“
- Hein, Karl
Olympische Sommerspiele 1936, (GER): Goldmedaille, Leichtathletik „Hammerwurf Männer“
- Heine, Jutta
Olympische Sommerspiele 1960, (EAU): Silbermedaille, Leichtathletik „200 Meter Frauen“
Olympische Sommerspiele 1960, (EAU): Silbermedaille, Leichtathletik „4-mal-100-Meter-Staffel Frauen“
- Heinecke, Birgit
Olympische Sommerspiele 1980, (GDR): Bronzemedaille, Handball „Frauen“
- Heinevetter, Silvio
Olympische Sommerspiele 2016, (GER): Bronzemedaille, Handball „Männer“
- Heinhold, Helmut
Olympische Sommerspiele 1952, (GER): Silbermedaille, Rudern „Zweier mit Steuermann“
- Heinich, Christina
Olympische Sommerspiele 1972, (GDR): Silbermedaille, Leichtathletik „4-mal-100-Meter-Staffel Frauen“
- Heinke, Harald
Olympische Sommerspiele 1980, (GDR): Bronzemedaille, Judo „Halbmittelgewicht“
- Heinrich, Alfred
Olympische Winterspiele 1932, (GER): Bronzemedaille, Eishockey „Männer“
- Heinsch, Jürgen
Olympische Sommerspiele 1964, (EAU): Bronzemedaille, Fußball „Männer“
- Helbig, Kurt
Olympische Sommerspiele 1928, (GER): Goldmedaille, Gewichtheben „Leichtgewicht“
- Helbing, Karl-Heinz
Olympische Sommerspiele 1976, (FRG): Bronzemedaille, Ringen „griechisch-römischer Stil Weltergewicht“
- Held, Franz
Olympische Sommerspiele 1972, (FRG): Bronzemedaille, Rudern „Vierer ohne Steuermann“
- Hellmann, Angelika
Olympische Sommerspiele 1972, (GDR): Silbermedaille, Turnen „Achtkampf Mannschaft Frauen“
Olympische Sommerspiele 1976, (GDR): Bronzemedaille, Turnen „Mannschaftsmehrkampf Frauen“
- Hellmann, Martina
Olympische Sommerspiele 1988, (GDR): Goldmedaille, Leichtathletik „Diskuswurf Frauen“
- Helm, Rüdiger
Olympische Sommerspiele 1976, (GDR): Bronzemedaille, Kanurennsport „K1 500 Meter Männer“
Olympische Sommerspiele 1976, (GDR): Goldmedaille, Kanurennsport „K1 1000 Meter Männer“
Olympische Sommerspiele 1976, (GDR): Bronzemedaille, Kanurennsport „K4 1000 Meter Männer“
Olympische Sommerspiele 1980, (GDR): Goldmedaille, Kanurennsport „K1 1000 Meter Männer“
Olympische Sommerspiele 1980, (GDR): Bronzemedaille, Kanurennsport „K2 500 Meter Männer“
Olympische Sommerspiele 1980, (GDR): Goldmedaille, Kanurennsport „K4 1000 Meter Männer“
- Helten, Inge
Olympische Sommerspiele 1976, (FRG): Bronzemedaille, Leichtathletik „100 Meter Frauen“
Olympische Sommerspiele 1976, (FRG): Silbermedaille, Leichtathletik „4-mal-100-Meter-Staffel Frauen“
- Hellwig, Malte
Olympische Sommerspiele 2024, (GER): Silbermedaille, Feldhockey „Männer“
- Hellwig, Tim
Olympische Sommerspiele 2024, (GER): Goldmedaille, Triathlon „Staffel Mixed“
- Hemmann, Ralf-Peter
Olympische Sommerspiele 1980, (GDR): Silbermedaille, Turnen „Mannschaftsmehrkampf Frauen“
- Hempel, Claudia
Olympische Sommerspiele 1976, (GDR): Silbermedaille, Schwimmen „4-mal-100-Meter-Freistilstaffel Frauen“
- Hempel, Jan
Olympische Sommerspiele 1996, (GER): Silbermedaille, Wasserspringen „Turm Männer“
Olympische Sommerspiele 2000, (GER): Bronzemedaille, Wasserspringen „Synchron Turm Männer“
- Hempel, Udo
Olympische Sommerspiele 1968, (FRG): Silbermedaille, Bahnradsport „4000-Meter-Mannschaftsverfolgung Männer“
Olympische Sommerspiele 1972, (FRG): Goldmedaille, Bahnradsport „4000-Meter-Mannschaftsverfolgung Männer“
- Hendrich, Kathrin
Olympische Sommerspiele 2024, (GER): Bronzemedaille, Fußball „Frauen“
- Hendrix, Brunhilde
Olympische Sommerspiele 1960, (EAU): Silbermedaille, Leichtathletik „4-mal-100-Meter-Staffel Frauen“
- Hendrix, Friedrich
Olympische Sommerspiele 1932, (GER): Silbermedaille, Leichtathletik „4-mal-100-Meter-Staffel Männer“
- Henke, Jana
Olympische Sommerspiele 1992, (GER): Bronzemedaille, Schwimmen „800 Meter Freistil Frauen“
- Henkel, Andrea
Olympische Winterspiele 2002, (GER): Goldmedaille, Biathlon „15 Kilometer Einzelrennen“
Olympische Winterspiele 2002, (GER): Goldmedaille, Biathlon „4-mal-7,5-Kilometer-Staffel“
Olympische Winterspiele 2006, (GER): Silbermedaille, Biathlon „4-mal-6-Kilometer-Staffel“
Olympische Winterspiele 2010, (GER): Bronzemedaille, Biathlon „4-mal-6 Kilometer-Staffel Frauen“
- Henkel, Heike
Olympische Sommerspiele 1992, (GER): Goldmedaille, Leichtathletik „Hochsprung Frauen“
- Henkel, Manuela
Olympische Winterspiele 2002, (GER): Goldmedaille, Ski nordisch „4-mal-5-Kilometer-Staffel“
- Henkel, Rainer
Olympische Sommerspiele 1988, (FRG): Bronzemedaille, Schwimmen „4-mal-200-Meter-Freistilstaffel Männer“
- Henn, Christian
Olympische Sommerspiele 1988, (FRG): Bronzemedaille, Straßenradsport „Straßenrennen Männer“
- Henneberger, Barbara
Olympische Winterspiele 1960, (EAU): Bronzemedaille, Ski Alpin „Slalom Frauen“
- Hennig, Roland
Olympische Sommerspiele 1988, (GDR): Silbermedaille, Bahnradsport „4000-Meter-Mannschaftsverfolgung Männer“
- Hennige, Gerhard
Olympische Sommerspiele 1968, (FRG): Silbermedaille, Leichtathletik „400 Meter Hürden Männer“
Olympische Sommerspiele 1968, (FRG): Bronzemedaille, Leichtathletik „4-mal-400-Meter-Staffel Männer“
- Henning, Josephine
Olympische Sommerspiele 2016, (GER): Goldmedaille, Fußball „Frauen“
- Henning, Rüdiger
Olympische Sommerspiele 1968, (FRG): Goldmedaille, Rudern „Achter Männer“
- Henninger, Egon
Olympische Sommerspiele 1964, (EAU): Silbermedaille, Schwimmen „4-mal-100-Meter-Lagenstaffel Männer“
Olympische Sommerspiele 1968, (GDR): Silbermedaille, Schwimmen „4-mal-100-Meter-Lagenstaffel Männer“
- Henrichs, Karl-Heinz
Olympische Sommerspiele 1964, (EAU): Goldmedaille, Bahnradsport „4000-Meter-Mannschaftsverfolgung Männer“
Olympische Sommerspiele 1968, (FRG): Silbermedaille, Bahnradsport „4000-Meter-Mannschaftsverfolgung Männer“
- Hens, Pascal
Olympische Sommerspiele 2004, (GER): Silbermedaille, Handball „Männer“
- Henseleit, Esther
Olympische Sommerspiele 2024, (GER): Silbermedaille, Golf „Frauen“
- Hentschel, Franziska
Olympische Sommerspiele 1992, (GER): Silbermedaille, Feldhockey „Frauen“
- Hentschel, Lena
Olympische Sommerspiele 2020, (GER): Bronzemedaille, Wasserspringen „Synchronspringen 3 Meter Brett“
- Henze, Stefan
Olympische Sommerspiele 2004, (GER): Silbermedaille, Kanuslalom „C2 Männer“
- Heppner, Uwe
Olympische Sommerspiele 1980, (GDR): Goldmedaille, Rudern „Doppelvierer Männer“
- Herber, Maxi
Olympische Winterspiele 1936, (GER): Goldmedaille, Eiskunstlauf „Paarlaufen“
- Herbert, Johannes
Olympische Sommerspiele 1936, (GER): Bronzemedaille, Ringen „Freistil, Bantamgewicht“
- Herbst, Christine
Olympische Sommerspiele 1972, (GDR): Silbermedaille, Schwimmen „4-mal-100-Meter-Lagenstaffel Frauen“
- Hering, Sabrina
Olympische Sommerspiele 2016, (GER): Silbermedaille, Kanurennsport „K4 500 Meter Frauen“
- Herker, Erich
Olympische Winterspiele 1932, (GER): Bronzemedaille, Eishockey „Männer“
- Hermann, Jacob
Olympische Sommerspiele 1900, (GER): Silbermedaille, Rugby „Männer“
- Herold, Jens-Peter
Olympische Sommerspiele 1988, (GDR): Bronzemedaille, Leichtathletik „1500 Meter Männer“
- Herrmann, Bernd
Olympische Sommerspiele 1976, (FRG): Bronzemedaille, Leichtathletik „4-mal-400-Meter-Staffel Männer“
- Herrmann, Erich
Olympische Sommerspiele 1936, (GER): Goldmedaille, Feldhandball „Männer“
- Herschmann, Nicole – Bobsport (0-0-1)
Olympische Winterspiele 2002, (GER): Bronzemedaille, Bobsport „Zweierbob Frauen“
- Herrmann-Wick, Denise
Olympische Winterspiele 2014, (GER): Bronzemedaille, Langlauf „4-mal-5-Kilometer-Staffel Frauen“
Olympische Winterspiele 2022, (GER): Goldmedaille, Biathlon „Einzel Frauen“
- Herzbruch, Timm
Olympische Sommerspiele 2016, (GER): Bronzemedaille, Feldhockey „Männer“
- Herzog, Andrea
Olympische Sommerspiele 2020, (GER): Bronzemedaille, Kanuslalom „C1 Frauen“
- Heß, Hans
Olympische Winterspiele 1928, (GER): Bronzemedaille, Bobsport „Fünferbob Männer“
- Heß, Sabine
Olympische Sommerspiele 1976, (GDR): Goldmedaille, Rudern „Vierer mit Steuerfrau“
- Heßlich, Lutz
Olympische Sommerspiele 1980, (GDR): Goldmedaille, Bahnradsport „Sprint Männer“
Olympische Sommerspiele 1988, (GDR): Goldmedaille, Bahnradsport „Sprint Männer“
- Hettich, Georg
Olympische Winterspiele 2002, (GER): Silbermedaille, Nordische Kombination „Mannschaft Männer“
Olympische Winterspiele 2006, (GER): Goldmedaille, Nordische Kombination „Einzel Männer“
Olympische Winterspiele 2006, (GER): Bronzemedaille, Nordische Kombination „Sprint Männer“
Olympische Winterspiele 2006, (GER): Silbermedaille, Nordische Kombination „Mannschaft Männer“
- Hettich, Urban
Olympische Winterspiele 1976, (FRG): Silbermedaille, Nordische Kombination „Einzel Männer“
- Hetz, Gerhard
Olympische Sommerspiele 1964, (EAU): Bronzemedaille, Schwimmen „400 Meter Lagen Männer“
Olympische Sommerspiele 1964, (EAU): Silbermedaille, Schwimmen „4-mal-200-Meter-Freistilstaffel Männer“
- Heukrodt, Olaf
Olympische Sommerspiele 1980, (GDR): Bronzemedaille, Kanurennsport „C1 500 Meter Männer“
Olympische Sommerspiele 1980, (GDR): Silbermedaille, Kanurennsport „C2 1000 Meter Männer“
Olympische Sommerspiele 1988, (GDR): Goldmedaille, Kanurennsport „C1 500 Meter Männer“
Olympische Sommerspiele 1988, (GDR): Silbermedaille, Kanurennsport „C2 1000 Meter Männer“
Olympische Sommerspiele 1992, (GER): Bronzemedaille, Kanurennsport „C1 500 Meter Männer“
- Heuser, Jürgen
Olympische Sommerspiele 1980, (GDR): Silbermedaille, Gewichtheben „Superschwergewicht“
- Heymann, Aribert
Olympische Sommerspiele 1928, (GER): Bronzemedaille, Feldhockey „Männer“
- Heymann, Sebastian
Olympische Sommerspiele 2024, (GER): Silbermedaille, Handball „Männer“
- Hielscher, Ulf
Olympische Winterspiele 1994, (GER): Bronzemedaille, Bobsport „Viererbob Männer“
- Hildenbrand, Klaus-Peter
Olympische Sommerspiele 1976, (FRG): Bronzemedaille, Leichtathletik „5000 Meter Männer“
- Hilbert, Jonathan
Olympische Sommerspiele 2020, (GER): Silbermedaille, Leichtathletik „50 km Gehen Männer“
- Hilgers, Michael
Olympische Sommerspiele 1988, (FRG): Silbermedaille, Feldhockey „Männer“
Olympische Sommerspiele 1992, (GER): Goldmedaille, Feldhockey „Männer“
- Hill, Achim
Olympische Sommerspiele 1960, (EAU): Silbermedaille, Rudern „Einer Männer“
Olympische Sommerspiele 1964, (EAU): Silbermedaille, Rudern „Einer Männer“
- Hillmar, Georg
Olympische Sommerspiele 1896, (GER): Goldmedaille, Turnen „Barren Mannschaft“
Olympische Sommerspiele 1896, (GER): Goldmedaille, Turnen „Reck Mannschaft“
- Himmel, Gerhard
Olympische Sommerspiele 1988, (FRG): Silbermedaille, Ringen „griechisch-römischer Stil Schwergewicht“
- Hindorff, Silvia
Olympische Sommerspiele 1980, (GDR): Bronzemedaille, Turnen „Mannschaftsmehrkampf Frauen“
- Hingsen, Jürgen
Olympische Sommerspiele 1984, (FRG): Silbermedaille, Leichtathletik „Zehnkampf“
- Hingst, Ariane
Olympische Sommerspiele 2000, (GER): Bronzemedaille, Fußball „Frauen“
Olympische Sommerspiele 2004, (GER): Bronzemedaille, Fußball „Frauen“
Olympische Sommerspiele 2008, (GER): Bronzemedaille, Fußball „Frauen“
- Hinneburg, Lars
Olympische Sommerspiele 1988, (GDR): Bronzemedaille, Schwimmen „4-mal-100-Meter-Freistilstaffel Männer“
- Hinrichs, Teo
Olympische Sommerspiele 2024, (GER): Silbermedaille, Feldhockey „Männer“
- Hinterstocker, Martin
Olympische Winterspiele 1976, (FRG): Bronzemedaille, Eishockey „Männer“
- Hinze, Emma
Olympische Sommerspiele 2020, (GER): Silbermedaille, Bahnradsport „Teamsprint Frauen“
Olympische Sommerspiele 2024, (GER): Bronzemedaille, Bahnradsport „Teamsprint Frauen“
- Hinzmann, Gabriele
Olympische Sommerspiele 1976, (GDR): Bronzemedaille, Leichtathletik „Diskuswurf Frauen“
- Hirschfeld, Emil
Olympische Sommerspiele 1928, (GER): Bronzemedaille, Leichtathletik „Kugelstoßen Männer“
- Hirschfelder, Egbert
Olympische Sommerspiele 1964, (EAU): Goldmedaille, Rudern „Vierer mit Steuermann“
Olympische Sommerspiele 1968, (FRG): Goldmedaille, Rudern „Achter Männer“
- Hirscht, Jobst
Olympische Sommerspiele 1972, (FRG): Bronzemedaille, Leichtathletik „4-mal-100-Meter-Staffel Männer“
- Hobein, Herbert
Olympische Sommerspiele 1928, (GER): Bronzemedaille, Feldhockey „Männer“
- Hochstein, Erik
Olympische Sommerspiele 1988, (FRG): Bronzemedaille, Schwimmen „4-mal-200-Meter-Freistilstaffel Männer“
- Höck, Stefan
Olympische Winterspiele 1988, (FRG): Silbermedaille, Biathlon „4-mal-7,5-Kilometer-Staffel Männer“
- Hocke, Stephan
Olympische Winterspiele 2002, (GER): Goldmedaille, Skispringen „Mannschaft Männer“
- Hoeck, Horst
Olympische Sommerspiele 1932, (GER): Goldmedaille, Rudern „Vierer mit Steuermann“
- Hoeltzenbein, Peter
Olympische Sommerspiele 1992, (GER): Silbermedaille, Rudern „Zweier ohne Steuermann“
- Hoff, Max
Olympische Sommerspiele 2012, (GER): Bronzemedaille, Kanurennsport „K1 1000 Meter Männer“
Olympische Sommerspiele 2016, (GER): Goldmedaille, Kanurennsport „K4 1000 Meter Männer“
Olympische Sommerspiele 2020, (GER): Silbermedaille, Kanurennsport „K2 1000 Meter Männer“
- Hoffmann, André
Olympische Winterspiele 1988, (GDR): Goldmedaille, Eisschnelllauf „1500 Meter Männer“
- Hoffmann, Arthur
Olympische Sommerspiele 1908, (GER): Silbermedaille, Leichtathletik „Olympische Staffel“
- Hoffmann, Falk
Olympische Sommerspiele 1980, (GDR): Goldmedaille, Wasserspringen „Turm Männer“
- Hoffmann, Georg
Olympische Sommerspiele 1904, (GER): Silbermedaille, Wasserspringen „Turmspringen Männer“
Olympische Sommerspiele 1904, (GER): Silbermedaille, Schwimmen „100 Yards Rücken Männer“
- Hoffmann, Jan
Olympische Winterspiele 1980, (GDR): Silbermedaille, Eiskunstlauf „Männer“
- Hoffmann, Jörg (Rennrodler)
Olympische Winterspiele 1984, (GDR): Bronzemedaille, Rennrodeln „Zweisitzer Männer“
Olympische Winterspiele 1988, (GDR): Goldmedaille, Rennrodeln „Zweisitzer Männer“
- Hoffmann, Jörg (Schwimmer)
Olympische Sommerspiele 1992, (GER): Bronzemedaille, Schwimmen „1500 Meter Freistil Männer“
- Hoffmann, Lutz
Olympische Sommerspiele 1980, (GDR): Silbermedaille, Turnen „Mannschaftsmehrkampf Männer“
- Hoffmann, Martin
Olympische Sommerspiele 1976, (GDR): Goldmedaille, Fußball „Männer“
- Hoffmann, Melanie
Olympische Sommerspiele 2000, (GER): Bronzemedaille, Fußball „Frauen“
- Hoffmann, Ulf
Olympische Sommerspiele 1988, (GDR): Silbermedaille, Turnen „Mannschaftsmehrkampf Männer“
- Hoffmeister, Gunhild
Olympische Sommerspiele 1972, (GDR): Silbermedaille, Leichtathletik „1500 Meter Frauen“
Olympische Sommerspiele 1972, (GDR): Bronzemedaille, Leichtathletik „800 Meter Frauen“
Olympische Sommerspiele 1976, (GDR): Silbermedaille, Leichtathletik „1500 Meter Frauen“
- Hofmann, Detlef
Olympische Sommerspiele 1996, (GER): Goldmedaille, Kanurennsport „K4 1000 Meter Männer“
- Hofmann, Fritz (Sportler)
Olympische Sommerspiele 1896, (GER): Bronzemedaille, Turnen „Tauhangeln Männer“
Olympische Sommerspiele 1896, (GER): Silbermedaille, Leichtathletik „100 Meter Männer“
Olympische Sommerspiele 1896, (GER): Goldmedaille, Turnen „Reck Mannschaft Männer“
Olympische Sommerspiele 1896, (GER): Goldmedaille, Turnen „Barren Mannschaft Männer“
- Hofmann, Walter
Olympische Sommerspiele 1972, (GDR): Goldmedaille, Kanuslalom „C2 Männer“
- Hofmann, Wolfgang
Olympische Sommerspiele 1964, (EAU): Silbermedaille, Judo „Halbmittelgewicht“
- Hofmeister, Franz-Peter
Olympische Sommerspiele 1976, (FRG): Bronzemedaille, Leichtathletik „4-mal-400-Meter-Staffel Männer“
- Hofmeister, Ramona
Olympische Winterspiele 2018, (GER): Bronzemedaille, Snowboard „Parallel-Riesenslalom Frauen“
- Hofmeister, Willy
Olympische Sommerspiele 1900, (GER): Silbermedaille, Rugby „Männer“
- Höft, Rainer
Olympische Sommerspiele 1980, (GDR): Goldmedaille, Handball „Männer“
- Hogrefe, Dietmar
Olympische Sommerspiele 1984, (FRG): Bronzemedaille, Vielseitigkeitsreiten „Mannschaft“
- Höhlig, Marcel
Olympische Winterspiele 2002, (GER): Silbermedaille, Nordische Kombination „Mannschaft Männer“
- Hohn, Annette
Olympische Sommerspiele 1992, (GER): Bronzemedaille, Rudern „Vierer ohne Steuerfrau“
- Höhne, Christoph
Olympische Sommerspiele 1968, (GDR): Goldmedaille, Leichtathletik „50 Kilometer Gehen Männer“
- Höing, Bernd
Olympische Sommerspiele 1980, (GDR): Goldmedaille, Rudern „Achter Männer“
- Holdmann, Anni
Olympische Sommerspiele 1928, (GER): Bronzemedaille, Leichtathletik „4-mal-100-Meter-Staffel Frauen“
- Holdorf, Willi
Olympische Sommerspiele 1964, (EAU): Goldmedaille, Leichtathletik „Zehnkampf Männer“
- Holl, Ursula
Olympische Sommerspiele 2008, (GER): Bronzemedaille, Fußball „Frauen“
- Hollstein, Martin
Olympische Sommerspiele 2008, (GER): Goldmedaille, Kanurennsport „K2 1000 Meter Männer“
Olympische Sommerspiele 2012, (GER): Bronzemedaille, Kanurennsport „K2 1000 Meter Männer“
- Holmer, Ulrike
Olympische Sommerspiele 1984, (FRG): Silbermedaille, Schießen „Kleinkaliber Dreistellungskampf Frauen“
- Holthaus, Michael
Olympische Sommerspiele 1968, (FRG): Bronzemedaille, Schwimmen „400 Meter Lagen Männer“
- Holzdeppe, Raphael
Olympische Sommerspiele 2012, (GER): Bronzemedaille, Leichtathletik „Stabhochsprung Männer“
- Holzner, Ulrike
Olympische Winterspiele 2002, (GER): Silbermedaille, Bobsport „Zweierbob Frauen“
- Hommola, Ute
Olympische Sommerspiele 1980, (GDR): Bronzemedaille, Leichtathletik „Speerwurf Frauen“
- Hopp, Karl-Heinz
Olympische Sommerspiele 1960, (EAU): Goldmedaille, Rudern „Achter Männer“
- Hoppe, Rainer
Olympische Sommerspiele 1984, (FRG): Bronzemedaille, „Wasserball Männer“
- Hoppe, René
Olympische Winterspiele 2006, (GER): Goldmedaille, Bobsport „Viererbob Männer“
- Hoppe, Wolfgang
Olympische Winterspiele 1984, (GDR): Goldmedaille, Bobsport „Zweierbob Männer“
Olympische Winterspiele 1984, (GDR): Goldmedaille, Bobsport „Viererbob Männer“
Olympische Winterspiele 1988, (GDR): Silbermedaille, Bobsport „Zweierbob Männer“
Olympische Winterspiele 1988, (GDR): Silbermedaille, Bobsport „Viererbob Männer“
Olympische Winterspiele 1992, (GER): Silbermedaille, Bobsport „Viererbob Männer“
Olympische Winterspiele 1994, (GER): Bronzemedaille, Bobsport „Viererbob Männer“
- Hoppenberg, Ernst
Olympische Sommerspiele 1900, (GER): Goldmedaille, Schwimmen „200 Meter Rücken Männer“
Olympische Sommerspiele 1900, (GER): Goldmedaille, Schwimmen „200 Meter Mannschaft Männer“
- Hördler, Frank
Olympische Winterspiele 2018, (GER): Silbermedaille, Eishockey „Männer“
- Hörmann, Raimund
Olympische Sommerspiele 1984, (FRG): Goldmedaille, Rudern „Doppelvierer Männer“
- Hörmann, Xaver
Olympische Sommerspiele 1936, (GER): Bronzemedaille, Kanurennsport „10.000 Meter Einer Faltboot Männer“
- Horn, Friedrich
Olympische Sommerspiele 1928, (GER): Bronzemedaille, Feldhockey „Männer“
- Horn, Siegbert
Olympische Sommerspiele 1972, (GDR): Goldmedaille, Kanuslalom „K1 Männer“
- Horn, Timo
Olympische Sommerspiele 2016, (GER): Silbermedaille, Fußball „Männer“
- Horn, Willi
Olympische Sommerspiele 1936, (GER): Silbermedaille, Kanurennsport „10.000 Meter Zweier Faltboot Männer“
- Hornberger, Gerd
Olympische Sommerspiele 1936, (GER): Bronzemedaille, Leichtathletik „4-mal-100-Meter-Staffel Männer“
- Horneber, Petra
Olympische Sommerspiele 1996, (GER): Silbermedaille, Schießen „Luftgewehr Frauen“
- Hörner, Silke
Olympische Sommerspiele 1988, (GDR): Bronzemedaille, Schwimmen „100 Meter Brust Frauen“
Olympische Sommerspiele 1988, (GDR): Goldmedaille, Schwimmen „200 Meter Brust Frauen“
Olympische Sommerspiele 1988, (GDR): Goldmedaille, Schwimmen „4-mal-100-Meter-Lagenstaffel Frauen“
- Hornfischer, Kurt
Olympische Sommerspiele 1936, (GER): Bronzemedaille, Ringen „griechisch-römischer Stil, Schergewicht“
- Hornig, Carola
Olympische Sommerspiele 1988, (GDR): Goldmedaille, Rudern „Vierer mit Steuerfrau“
- Hornke, Tim
Olympische Sommerspiele 2024, (GER): Silbermedaille, Handball „Männer“
- Hörnlein, Horst
Olympische Winterspiele 1972, (GDR): Silbermedaille, Rennrodeln „Zweisitzer Männer“
- Hörster, Thomas
Olympische Sommerspiele 1988, (FRG): Bronzemedaille, Fußball „Männer“
- Hötger, Dietmar
Olympische Sommerspiele 1972, (GDR): Bronzemedaille, Judo „Leichtgewicht Männer“
- Hottenrott, Wolfgang
Olympische Sommerspiele 1964, (EAU): Bronzemedaille, Rudern „Zweier ohne Steuermann“
Olympische Sommerspiele 1968, (FRG): Goldmedaille, Rudern „Achter Männer“
- Houben, Hubert
Olympische Sommerspiele 1928, (GER): Silbermedaille, Leichtathletik „4-mal-100-Meter-Staffel Männer“
- Howaldt, Hans
Olympische Sommerspiele 1936, (GER): Bronzemedaille, Segeln „8-Meter-R-Klasse“
- Hoyer, Mario
Olympische Winterspiele 1988, (GDR): Bronzemedaille, Bobsport „Zweierbob Männer“
- Huber, Anja
Olympische Winterspiele 2010, (GER): Bronzemedaille, Skeleton „Frauen“
- Huber, Hans (Boxer)
Olympische Sommerspiele 1964, (EAU): Silbermedaille, Boxen „Schwergewicht“
- Huber, Sebastian
Olympische Winterspiele 1928, (GER): Bronzemedaille, Bobsport „Fünferbob Männer“
Olympische Winterspiele 1932, (GER): Bronzemedaille, Bobsport „Viererbob Männer“
- Huber, Thomas
Olympische Sommerspiele 1984, (FRG): Bronzemedaille, „Wasserball Männer“
- Hübler, Anna
Olympische Sommerspiele 1908, (GER): Goldmedaille, Eiskunstlauf „Paarlauf“
- Hübner, Frank
Olympische Sommerspiele 1976, (FRG): Goldmedaille, Segeln „470er Jolle Männer“
- Huck, Karsten
Olympische Sommerspiele 1988, (FRG): Bronzemedaille, Springreiten „Einzel“
- Huffmann, Harald
Olympische Sommerspiele 1936, (GER): Silbermedaille, Feldhockey „Männer“
- Hüfner, Tatjana
Olympische Winterspiele 2006, (GER): Bronzemedaille, Rennrodeln „Einsitzer Frauen“
Olympische Winterspiele 2010, (GER): Goldmedaille, Rennrodeln „Einsitzer Frauen“
Olympische Winterspiele 2014, (GER): Silbermedaille, Rennrodeln „Einsitzer Frauen“
- Huhn, Wolfram
Olympische Sommerspiele 1996, (GER): Silbermedaille, Rudern „Achter Männer“
- Hülsenbeck, Sarina
Olympische Sommerspiele 1980, (GDR): Goldmedaille, Schwimmen „4-mal-100-Meter-Freistilstaffel Frauen“
- Hunger, Daniela
Olympische Sommerspiele 1988, (GDR): Goldmedaille, Schwimmen „200 Meter Lagen Frauen“
Olympische Sommerspiele 1988, (GDR): Bronzemedaille, Schwimmen „400 Meter Lagen Frauen“
Olympische Sommerspiele 1988, (GDR): Goldmedaille, Schwimmen „4-mal-100-Meter-Freistilstaffel Frauen“
Olympische Sommerspiele 1992, (GER): Bronzemedaille, Schwimmen „200 Meter Lagen Frauen“
Olympische Sommerspiele 1992, (GER): Silbermedaille, Schwimmen „4-mal-100-Meter-Lagenstaffel Frauen“
Olympische Sommerspiele 1992, (GER): Bronzemedaille, Schwimmen „4-mal-100-Meter Freistilstaffel Frauen“
- Hürter, Karl-Joachim
Olympische Sommerspiele 1984, (FRG): Silbermedaille, Feldhockey „Männer“
- Huschke, Thomas
Olympische Sommerspiele 1972, (GDR): Silbermedaille, Bahnradsport „4000-Meter-Mannschaftsverfolgung Männer“
Olympische Sommerspiele 1976, (GDR): Bronzemedaille, Bahnradsport „4000-Meter-Einzelverfolgung Männer“
- Hussing, Peter
Olympische Sommerspiele 1972, (FRG): Bronzemedaille, Boxen „Schwergewicht Männer“
- Hustede, Heike
Olympische Sommerspiele 1968, (FRG): Bronzemedaille, Schwimmen „4-mal-100-Meter-Lagenstaffel Frauen“
- Huster, Marc
Olympische Sommerspiele 1996, (GER): Silbermedaille, Gewichtheben „Leichtschwergewicht Männer“
Olympische Sommerspiele 2000, (GER): Silbermedaille, Gewichtheben „Leichtschwergewicht Männer“
- Huth, Christiane
Olympische Sommerspiele 2008, (GER): Silbermedaille, Rudern „Doppelzweier Frauen“
- Huth, Jannik
Olympische Sommerspiele 2016, (GER): Silbermedaille, Fußball „Männer“
- Huth, Svenja
Olympische Sommerspiele 2016, (GER): Goldmedaille, Fußball „Frauen“